# Ctenophthalmus phyris
Ctenophthalmus phyris är en loppart som beskrevs av Jordan 1941. Ctenophthalmus phyris ingår i släktet Ctenophthalmus och familjen mullvadsloppor. Inga underarter finns listade i Catalogue of Life.